# Dieu protège les amoureux
Pour plus de détails, voir Fiche technique et Distribution.
Dieu protège les amoureux (Gott schützt die Liebenden) est un film allemand réalisé par Alfred Vohrer, sorti en 1973.
Il s'agit de l'adaptation du roman du même nom de Johannes Mario Simmel.

## Biographie
L'ingénieur Paul Holland fait une proposition de mariage à sa petite amie Sybille peu avant un voyage professionnel, qu'elle accepte. Quand Paul revient à Berlin, Sybille a disparu sans laisser de traces. La police prend à peine le rapport de disparition de Paul au sérieux. Le soir, Paul va à l'appartement de Sybille et tombe sur une inconnue qui le menace d'une arme à feu. Paul réussit à mettre l'intruse en fuite. L'attention de Paul est attirée par un message sur le répondeur. Il trouve une adresse à Vienne où sa fiancée a dû voyager.
Paul Holland y va. La piste le conduit à une villa dans laquelle se trouve un homme mort. Paul peut arrêter une voiture qui part devant la maison. Le pilote est Sybille, qui bouscule Paul et s'échappe. Devant la police arrivée peu de temps après, Paul ne révèle pas que sa fiancée était sur les lieux. Il ne soupçonne pas que le commissaire Putulski a des contacts avec Sybille et sait même qu'elle est à Vienne. À l'hôtel, Paul reçoit un message de Sybille, qu'il rencontre tard dans la nuit. Au lieu de poser des questions, Paul exhorte à retourner à Berlin. Elle promet le faire plus tard et tout expliquer puis disparaît dans l'obscurité. Cette même nuit, elle se cache avec l'aide de Putulski dans un monastère.
Le lendemain, Paul se réveille dans l'appartement d'une femme appelée Anna. Pour aider Paul à trouver sa fiancée, Anna le présente à un ami. Il exige 5 000 DM, que Paul veut donner le lendemain matin. Quand Paul retourne à l'hôtel, il est déjà attendu par Putulski. Le fonctionnaire rapporte maintenant à Paul en détail ce qu'il sait de Sybille, qui s'appelle en fait Viktoria Brunswick et travaille comme une agent secrète pour la police. À ce titre, elle devait espionner il y a près de deux ans une famille mafieuse italienne qui avait délocalisé sa zone d'opération dans les environs de Barcelone. Pour trouver la cachette de "La Mamma", la cheffe de famille Signora Trenti, Victoria a reçu une mission délicate : elle était supposée commencer une relation avec Emilio Trenti, le plus jeune fils de la famille.
Peu de temps après, Viktoria réalisa qu'elle était tombée amoureuse d'Emilio. Ils voulaient se marier, bien que les demi-frères d'Emilio, Vittorio et Ricardo, y fussent opposés. En outre, Emilio devait encore dissoudre des fiançailles avec une certaine Laura. Quelques jours avant que Victoria soit présenté à la mère, elle quitte le service de police. Les fonctionnaires trouvent la cachette de la famille mafieuse. Signora Trenti est tuée dans une pluie de balles. La pointe décisive vient cependant de la jalouse Laura, qui a éveillé le soupçon de Victoria pour épouser Emilio. Pour protéger Victoria de la vengeance des Trenti, elle prit le nom de Sybille Loredo et alla à Berlin. Après avoir rencontré Paul, elle fut retrouvée par les Trenti. Sybille se rendit ensuite rendue à Vienne pour rencontrer Emilio et le convaincre de son innocence. Dans une villa, il y a une dernière discussion où Laura est exposée comme un traître. Sybille n'eut finalement pas d'autre choix que de tirer sur Emilio. Juste à ce moment, Paul arriva dans la propriété.
Paul rend compte au commissaire Putulski de sa soirée avec Anna, qui est vraiment Laura. L'enquêteur demande à Paul de la rencontrer et de continuer à jouer sans méfiance. À travers une lettre fictive, que Paul montre à Laura, Vittorio Trenti peut d'abord être attiré dans un piège et être arrêté. Paul contribue aussi à l'arrestation de Laura. Il la rencontre pour une promenade, mais dévie de la route convenue par la police pour lui faire une confession volontaire. Mais alors que Paul parle d'une cabine téléphonique avec Putulski et Sybille, il est abattu de sang-froid par Laura. Mais il y a un autre tir mortel. Il vient de l'arme de Ricardo qui a visé Laura.

## Fiche technique
- Titre original : Gott schützt die Liebenden
- Titre français : Dieu protège les amoureux[1]
- Réalisation : Alfred Vohrer assisté d'Eva Ebner
- Scénario : Manfred Purzer
- Musique : Hans-Martin Majewski
- Direction artistique : Juan Alberto Soler
- Costumes : Margot Schönberger
- Photographie : Charly Steinberger (de)
- Son : Peter Beil
- Montage : Carlo Reali, Ingrid Schneider, Eva Schroeder-Kohlschein
- Production : Luggi Waldleitner
- Sociétés de production : Roxy Film (de), Paramount-Orion Film, Azor Films, Zafes Film
- Société de distribution : Cinema International Corporation
- Pays d'origine :  Allemagne de l'Ouest
- Langue : allemand
- Format : Couleur - 1,66:1 - Mono - 35 mm
- Genre : policier
- Durée : 106 minutes
- Dates de sortie :
  -  Allemagne de l'Ouest : 4 octobre 1973.
  -  Italie : 3 septembre 1974.

## Distribution
- Harald Leipnitz : Paul Holland
- Gila von Weitershausen : Sybille Loredo
- Andrea Jonasson : Laura
- Nino Castelnuovo : Emilio Trenti
- Manuel Zarzo : Vittorio
- Walter Kohut : Commissaire Putulski
- José María Prada : Lafuente
- Umberto Raho : Barutti
- Ingeborg Lapsien (de) : La Mamma
- Paolo Giusti : Ricardo
- Lorenzo Robledo : Tonio
- Paul Esser : Albers
- Horst Jüssen : Maschke
- Thomas Frey (de) : Loderer
- Ruedi Walter (de) : Wälterli
- Karin Lorson : Sonja
- Elisabeth Stiepl : La mère supérieure du couvent